# Carlo Cattaneo (acteur)
Pour les articles homonymes, voir Carlo Cattaneo (homonymie) et Cattaneo.
Carlo Cattaneo est un acteur italien.

## Filmographie
- 1911 : La Jérusalem délivrée d'Enrico Guazzoni
- 1913 : O Roma o morte d'Aldo Molinari : Garibaldi
- 1913 : Quo Vadis ? d'Enrico Guazzoni : Néron
- 1914 : Scuola d'eroi d'Enrico Guazzoni : Napoléon Bonaparte
- 1915 : Daysy Ford de Guido Di Nardo
- 1915 : I cavalieri delle tenebre de Giuseppe Pinto
- 1915 : Il più forte de Guido Di Nardo
- 1915 : L'Occhio della morta de Giuseppe Pinto
- 1915 : La Patria redime de Guglielmo Zorzi
- 1915 : La Vergine del mare de Piero Calza-Bini
- 1915 : Ombre umane de Giuseppe Pinto
- 1916 : Amanda de Giuseppe Sterni
- 1916 : La Moglie del dottore
- 1916 : Mademoiselle Cyclone
- 1916 : Madre martire
- 1917 : Maschiaccio
- 1917 : Patto giurato
- 1918 : ...E dopo ?
- 1918 : Il lampionaro del Ponte Vecchio
- 1918 : La Cavalcata dei fantasmi
- 1919 : L'Amante della luna
- 1919 : La Cantoniera n. 13
- 1919 : La Valanga
- 1920 : Gli artigli d'acciaio
- 1921 : Pont des Soupirs : Aretino
- 1921 : Senza pietà : Traquet
- 1922 : Quale dei due ? d'Emilio Ghione
- 1972 : Les Évasions célèbres, épisode Le Condottiere Bartolomeo Colleoni : Bartolomeo Colleoni